# Катырев-Ростовский, Пётр Иванович
Князь Пётр Иванович Катырев-Ростовский — воевода во времена правления Ивана IV Васильевича Грозного.
Из княжеского рода Катыревы-Ростовские. Старший сын боярина и князя Хохолкова-Ростовского Ивана Андреевича по прозванию "Катырь". Имел младшего брата, боярина и князя Андрея Ивановича, казнённого в 1567 году.

## Биография
В 1540-1541 годах, во время нашествия Сафа-Гирея, был первым воеводою во Владимире. В марте 1544 года участвовал в Казанском походе по Оке, первый воевода войск правой руки.  В этой же должности, в марте 1545 года, находился в Калуге по "крымским вестям". В апреле 1549 года первый воевода восьмого Ертаульного полка в шведском походе. В 1550 году первый воевода в Великих Луках. В сентябре 1551 года первый воевода войск второй правой руки в походе к Полоцку.
От брака с неизвестной имел единственного сына боярина и князя Михаила Петровича.

## Критика
В Русской родословной книге А.Б. Лобанова-Ростовского князь Пётр Иванович отмечен воеводой в 1585 году, что вызывает определённые сомнения, т.к. ему было бы не менее 65 лет, что для нахождения в данной должности очень много.